# John Quincy Adams Ward
Ne doit pas être confondu avec John Quincy Adams.
Pour les articles homonymes, voir Ward.
Cet article possède un paronyme, voir John Ward.
John Quincy Adams Ward né le 29 juin 1830 à Urbana et mort le 1er mai 1910 à New York est un sculpteur américain.
Il est notamment connu pour sa statue de George Washington située sur les marches du Federal Hall National Memorial à Wall Street, New York.

## Biographie

### Jeunesse
John Quincy Adams Ward est né à Urbana dans l'Ohio, une ville fondée par son grand-père le colonel William Ward. Très jeune, il a une passion pour la sculpture de petits animaux en argile. Sa sœur l'incite à la rejoindre et à s'installer à Brooklyn, New York. Il apprend et se perfectionne dans le modelage et la sculpture de l'argile, du plâtre, du marbre et du bronze avec  le sculpteur renommé Henry Kirke Brown. Brown signerera d'ailleurs « J.Q.A. Ward, asst. » sur le monument de 1854 représentant George Washington à cheval à Union Square à New York.
Ward part à Washington en 1857, où il se fait un nom avec ses créations de bustes de personnalités. En 1861, il travaille pour l'Ames Sword Company de Chicopee, Massachusetts, créant des modèles d'objets décoratifs comme des poignées d'épée pour l'armée de l'Union. La société Ames Sword était aussi une des plus grandes fonderies de laiton, de bronze et de fer aux  États-Unis.
Ward installe un atelier à New York en 1861 et est élu à la National Academy of Design l'année suivante ; il en devient président en 1874. En 1882, un nouvel atelier à New York est créé pour lui sur la 52e rue à Manhattan par un de ses amis Richard Morris Hunt,  qui a collaboré avec lui sur de nombreux projets pendant de longues années. 

### Carrière
En 1903, avec la collaboration de Paul Wayland Bartlett, il crée les modèles pour les sculptures de marbre du fronton du New York Stock Exchange. Le fronton fut taillé par les frères Piccirilli.
Ward est le fondateur et le président de la National Sculpture Society (1893–1904) et le président de la National Academy of Design (1874).
Il meurt le 1er mai 1910. Une copie de sa sculpture Indian Hunter orne sa tombe à Urbana. Ses carnets de croquis sont conservés à l'Albany Institute of History & Art.

## Sculptures dans l'espace public

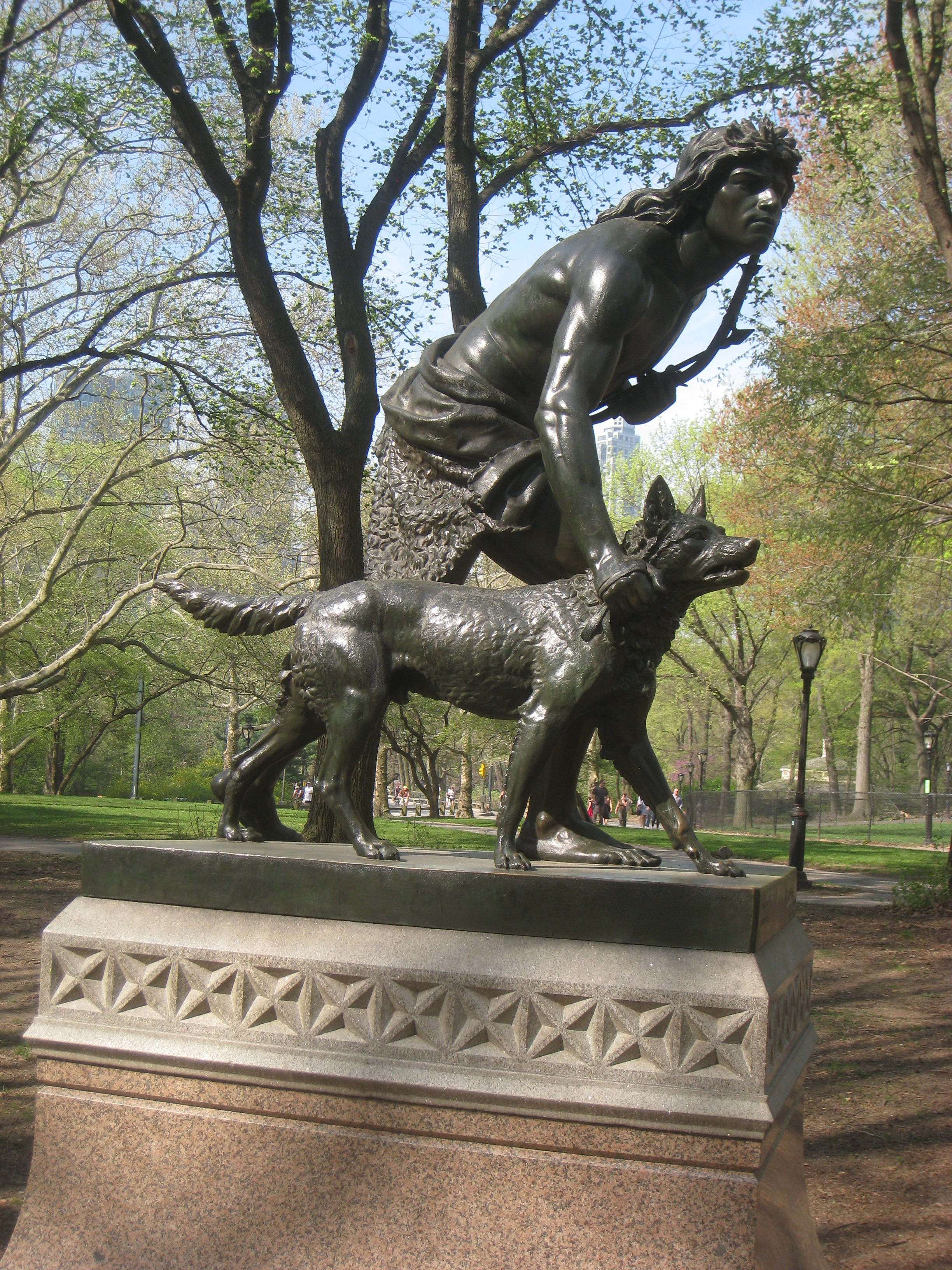
Indian Hunter, 1864, New York, Central Park.

- 1864 : Indian Hunter, New York, Central Park.
- 1867 : Ether Monument (en), groupe du Bon Samaritain, Boston, Boston Public Garden.
- 1869 : Seventh Regiment Memorial, New York, Central Park. Bronze d'un soldat de l'Union sur la 69e rue à New York. L'acteur et dramaturge Steele MacKaye, qui servit dans le 7e régiment, fut son modèle.
- 1878 : Monument au général George Henry Thomas, Washington, Thomas Circle.
- 1871 : Monument au général John Fulton Reynolds, Gettysburg, Gettysburg National Military Park.
- 1872 : William Shakespeare, New York, Central Park[4].
- 1881 : statue Victory, Yorktown Victory Monument (en), Yorktown.
- 1882 : George Washington, New York, Federal Hall.
- 1884 : The Pilgrim, New York, Central Park.
- 1887 : James A. Garfield Monument, Washington, Capitol Hill.
- 1893 : Governor Horace Fairbanks, Saint-Johnsbury, St. Johnsbury Athenaeum.

Œuvres de John Quincy Adams Ward
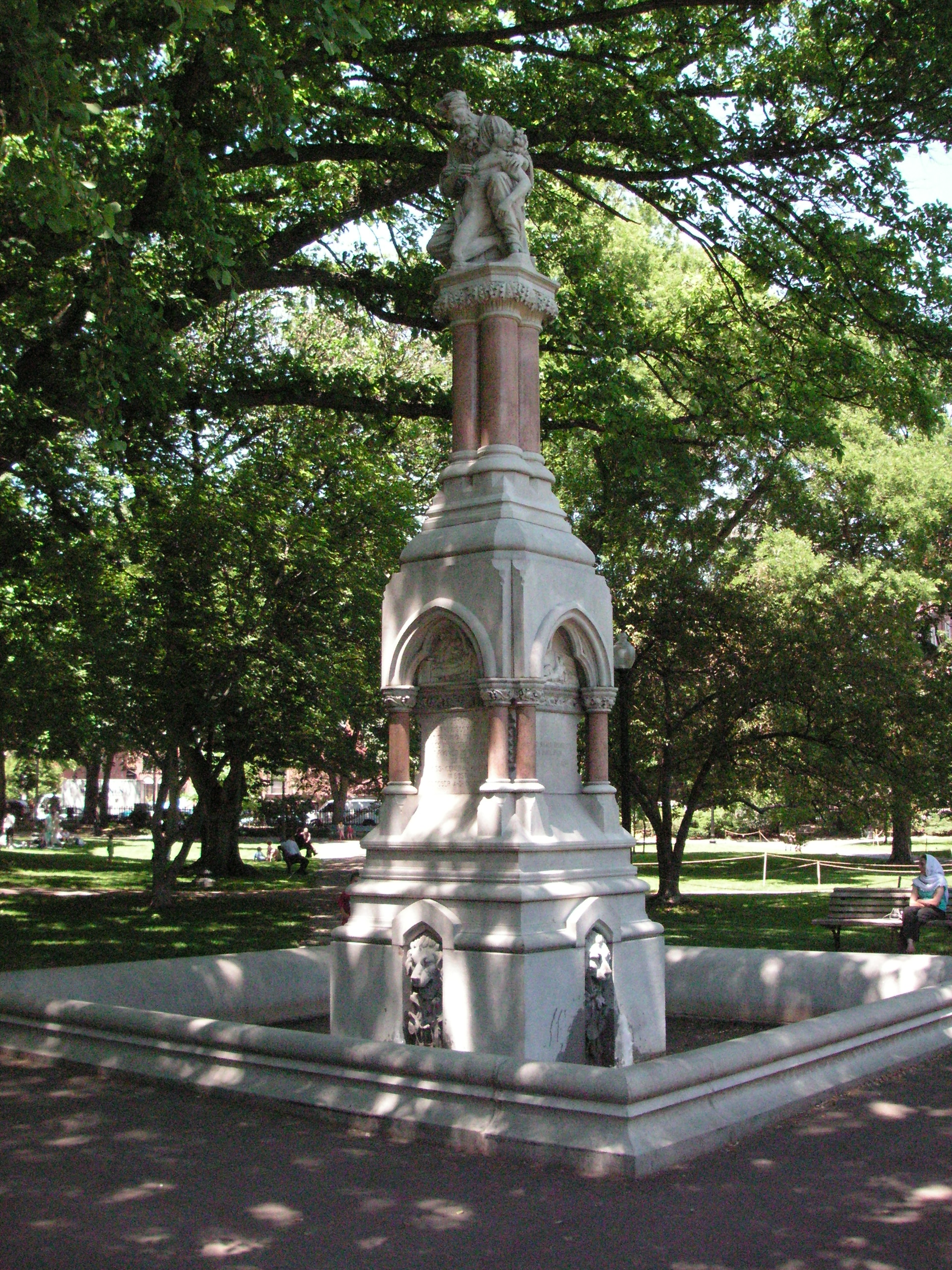
Ether Monument (en), 1867, Boston, Boston Public Garden.
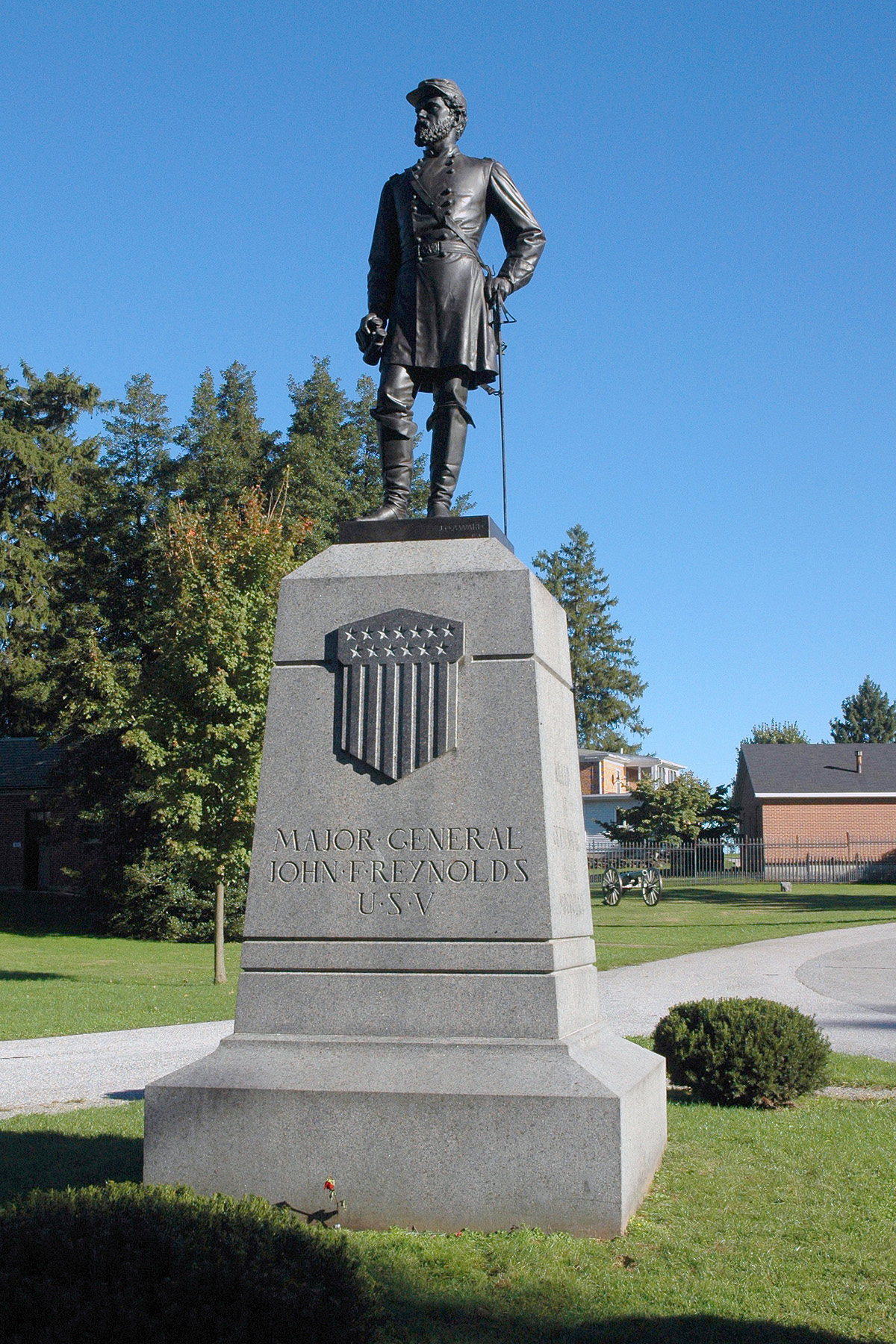
Monument au général John Fulton Reynolds, 1871, Gettysburg, Gettysburg National Military Park.
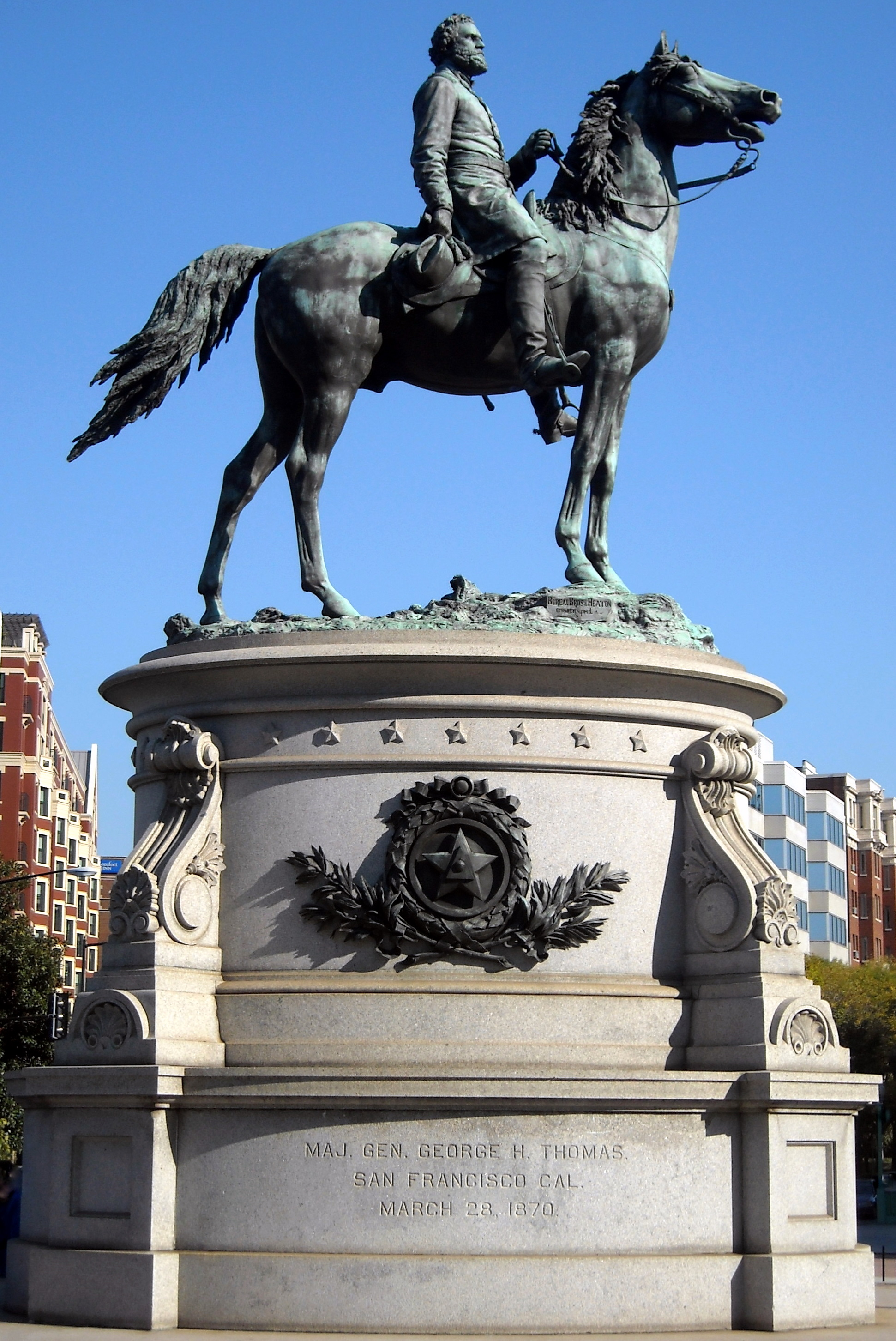
Monument au général George Henry Thomas, 1878, Washington, Thomas Circle.
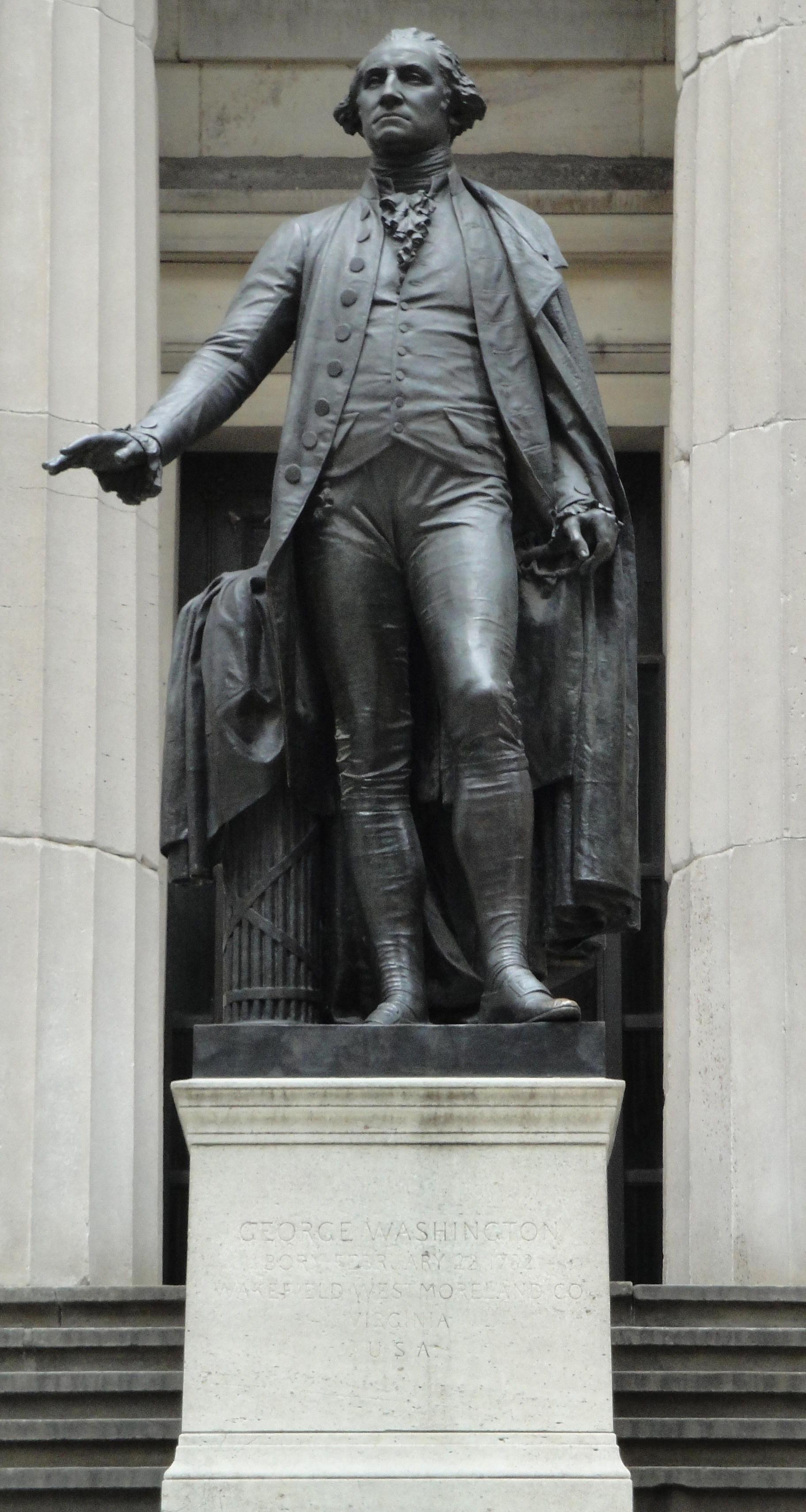
George Washington, 1882, New York, Federal Hall.
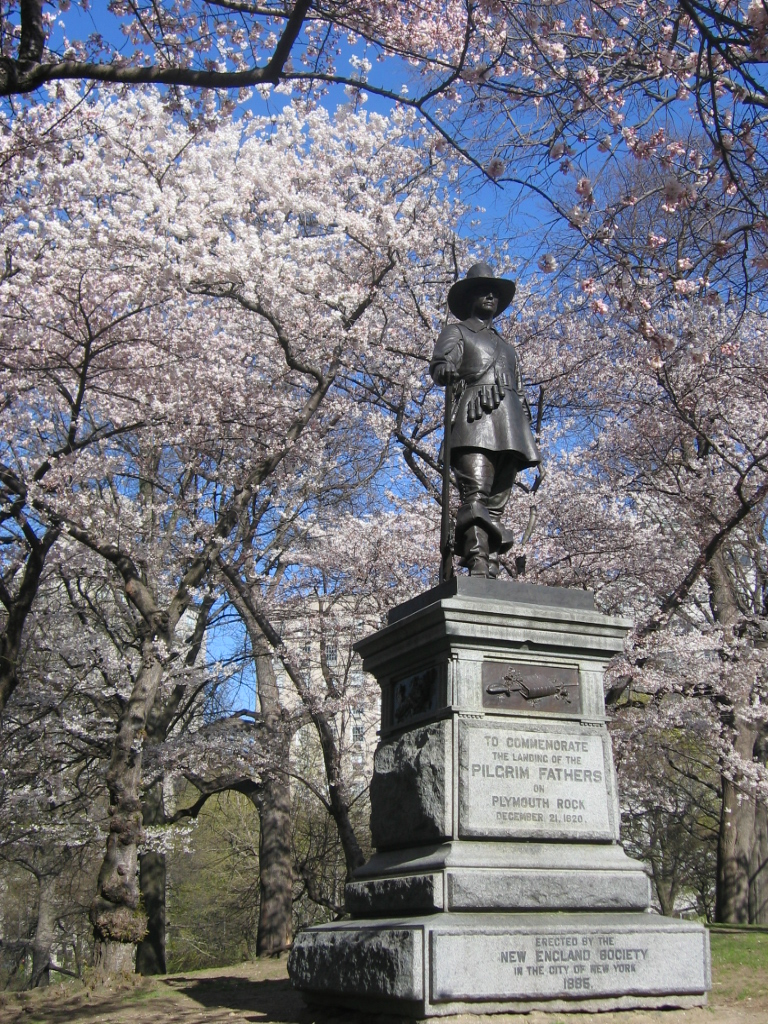
The Pilgrim, 1884, New York, Central Park.
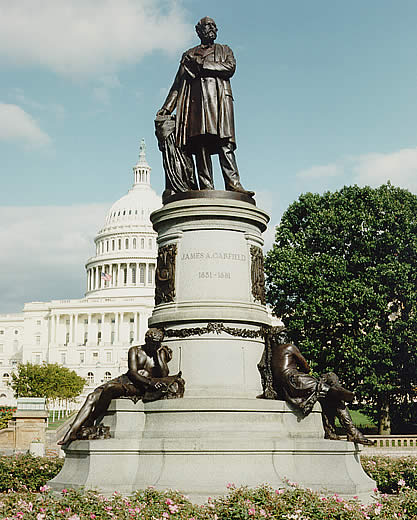
James A. Garfield Monument, 1887, Washington, United States Capitol.